# Mattaincourt
Mattaincourt és un municipi francès, situat al departament dels Vosges i a la regió del Gran Est. L'any 2007 tenia 850 habitants.

## Demografia

### Població
El 2007 la població de fet de Mattaincourt era de 850 persones. Hi havia 316 famílies, de les quals 92 eren unipersonals (48 homes vivint sols i 44 dones vivint soles), 116 parelles sense fills, 80 parelles amb fills i 28 famílies monoparentals amb fills.
La població ha evolucionat segons el següent gràfic:
Habitants censats

### Habitatges
El 2007 hi havia 364 habitatges, 320 eren l'habitatge principal de la família, 9 eren segones residències i 35 estaven desocupats. 304 eren cases i 60 eren apartaments. Dels 320 habitatges principals, 247 estaven ocupats pels seus propietaris, 67 estaven llogats i ocupats pels llogaters i 6 estaven cedits a títol gratuït; 8 tenien una cambra, 13 en tenien dues, 49 en tenien tres, 86 en tenien quatre i 164 en tenien cinc o més. 196 habitatges disposaven pel capbaix d'una plaça de pàrquing. A 159 habitatges hi havia un automòbil i a 124 n'hi havia dos o més.

### Piràmide de població
La piràmide de població per edats i sexe el 2009 era:
| Homes | Edats   | Dones |
| ----- | ------- | ----- |
| 0     | 95 o +  | 16    |
| 4     | 90 a 94 | 4     |
| 12    | 85 a 89 | 24    |
| 4     | 80 a 84 | 8     |
| 28    | 75 a 79 | 24    |
| 28    | 70 a 74 | 40    |
| 12    | 65 a 69 | 24    |
| 20    | 60 a 64 | 32    |
| 24    | 55 a 59 | 20    |
| 24    | 50 a 54 | 32    |
| 32    | 45 a 49 | 12    |
| 28    | 40 a 44 | 40    |
| 28    | 35 a 39 | 24    |
| 28    | 30 a 34 | 32    |
| 36    | 25 a 29 | 32    |
| 20    | 20 a 24 | 28    |
| 20    | 15 a 19 | 24    |
| 16    | 10 a 14 | 48    |
| 28    | 5 a 9   | 24    |
| 16    | 0 a 4   | 12    |

## Economia
El 2007 la població en edat de treballar era de 471 persones, 356 eren actives i 115 eren inactives. De les 356 persones actives 322 estaven ocupades (179 homes i 143 dones) i 34 estaven aturades (17 homes i 17 dones). De les 115 persones inactives 60 estaven jubilades, 29 estaven estudiant i 26 estaven classificades com a «altres inactius».

### Ingressos
El 2009 a Mattaincourt hi havia 319 unitats fiscals que integraven 738 persones, la mediana anual d'ingressos fiscals per persona era de 18.610 €.

### Activitats econòmiques
Dels 44 establiments que hi havia el 2007, 1 era d'una empresa alimentària, 4 d'empreses de fabricació d'altres productes industrials, 10 d'empreses de construcció, 14 d'empreses de comerç i reparació d'automòbils, 1 d'una empresa de transport, 3 d'empreses d'hostatgeria i restauració, 1 d'una empresa financera, 1 d'una empresa immobiliària, 4 d'empreses de serveis, 3 d'entitats de l'administració pública i 2 d'empreses classificades com a «altres activitats de serveis».
Dels 15 establiments de servei als particulars que hi havia el 2009, 1 era una oficina de correu, 3 tallers de reparació d'automòbils i de material agrícola, 2 paletes, 1 guixaire pintor, 1 fusteria, 3 lampisteries, 1 electricista, 1 empresa de construcció, 1 perruqueria i 1 restaurant.
Dels 3 establiments comercials que hi havia el 2009, 1 era una botiga de més de 120 m², 1 una botiga de menys de 120 m² i 1 una botiga d'electrodomèstics.
L'any 2000 a Mattaincourt hi havia 6 explotacions agrícoles que ocupaven un total de 348 hectàrees.

## Equipaments sanitaris i escolars
Els 2 equipaments sanitaris que hi havia el 2009 eren farmàcies.
El 2009 hi havia una escola elemental.

## Poblacions més properes
El següent diagrama mostra les poblacions més properes.